# Padre Island National Seashore
Le Padre Island National Seashore est une aire protégée américaine située sur les bords de l'océan Atlantique, au Texas. Créée le 28 septembre 1962, elle protège 527,85 km2 dans le comté de Kenedy, Kleberg et Willacy.

## Description
Le Padre Island National Seashore est un littoral national situé sur l’île Padre, au large de la côte du sud du Texas. Contrairement à l'île South Padre, connue pour ses plages et ses étudiants en vacances, PAIS est située sur l'île North Padre et consiste en une longue plage où la nature est préservée.
North Padre Island est la plus longue île barrière non développée du monde. Le littoral national mesure 110 km de long et 105,5 km de plage. PAIS héberge une variété d'environnements de plages, de dunes et de lagunes marines immaculées, dont la Laguna Madre sur sa côte ouest, un lieu réputé pour la planche à voile. 

## Oiseaux
Environ 380 espèces d'oiseaux ont été documentés dans le parc, ce qui représente environ 45% de toutes les espèces d'oiseaux documentées en Amérique du Nord. En 1998, l’American Bird Conservancy avait désigné le parc «zone d’importance mondiale pour les oiseaux» en tant que «habitat important pour un nombre important de pélicans bruns, roussettes (5% de la population mondiale), de sternes naines (8% de la population d'Amérique du Nord), pluviers siffleurs (10% de la population mondiale), Aigrettes rousses (7% de la population biogéographique) et les faucons pèlerins (7% de la population nord-américaine). " 
Le meilleur moment pour observer la multitude d'oiseaux migrateurs du parc est le début du printemps, l'automne ou l'hiver, lorsque des milliers de personnes y passent l'hiver ou y migrent. En été, les oiseaux les plus communs sont les oiseaux de rivage et de marais, ainsi que certains rapaces et oiseaux chanteurs. Les oiseaux les plus communs sur la plage du parc au cours de l'année sont le grand héron, le cormoran à aigrettes, l'aigrette, le pluvier gris, le goéland, le pélican brun, la spatule, l'ibis blanc américain, l'échasse à cou noir, cinq espèces de sternes, la guifette noire. Les deux oiseaux qui nichent périodiquement sur les rives du parc sont les deux espèces de pluviers siffleurs. 

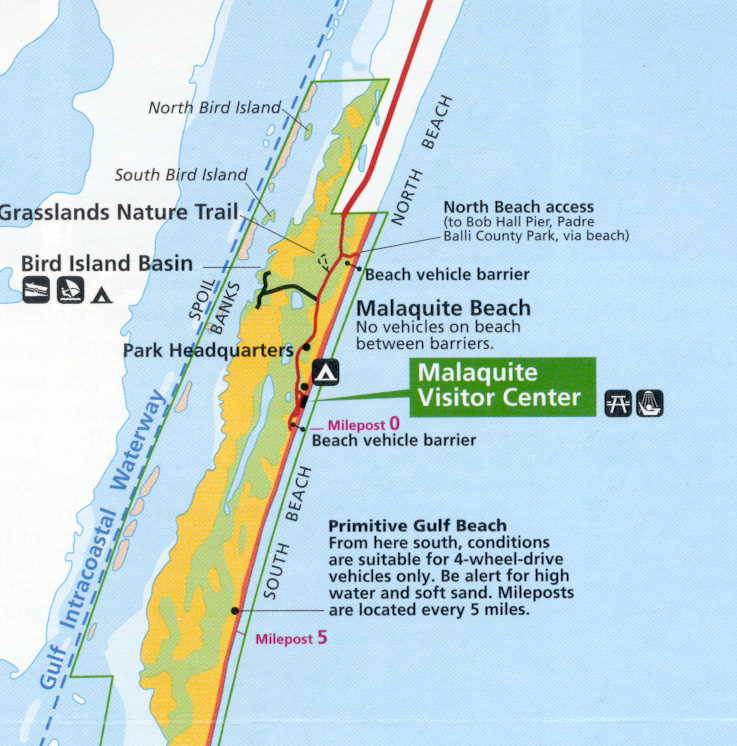
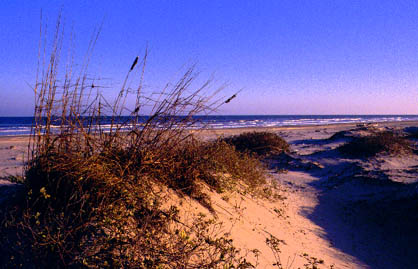
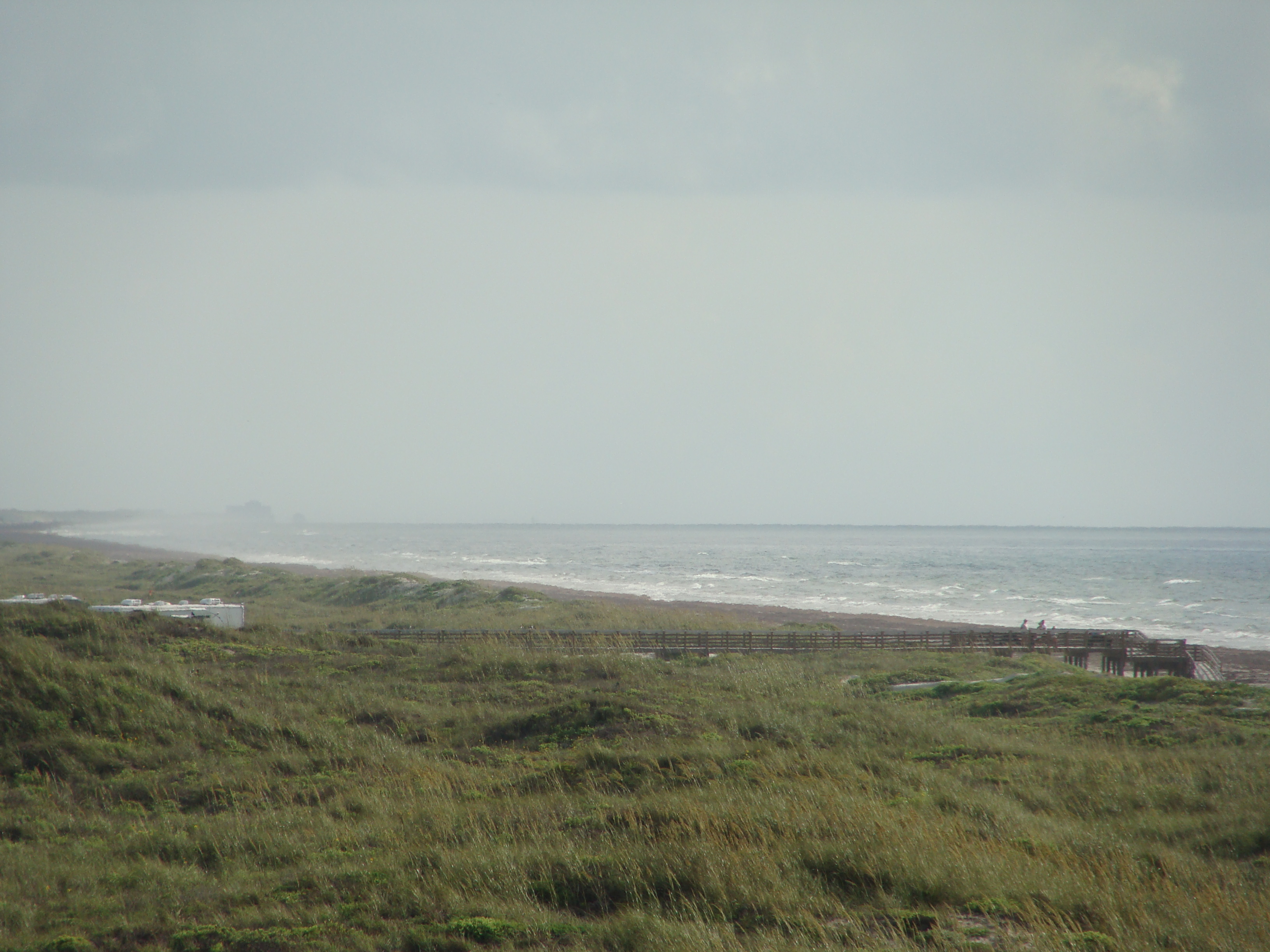
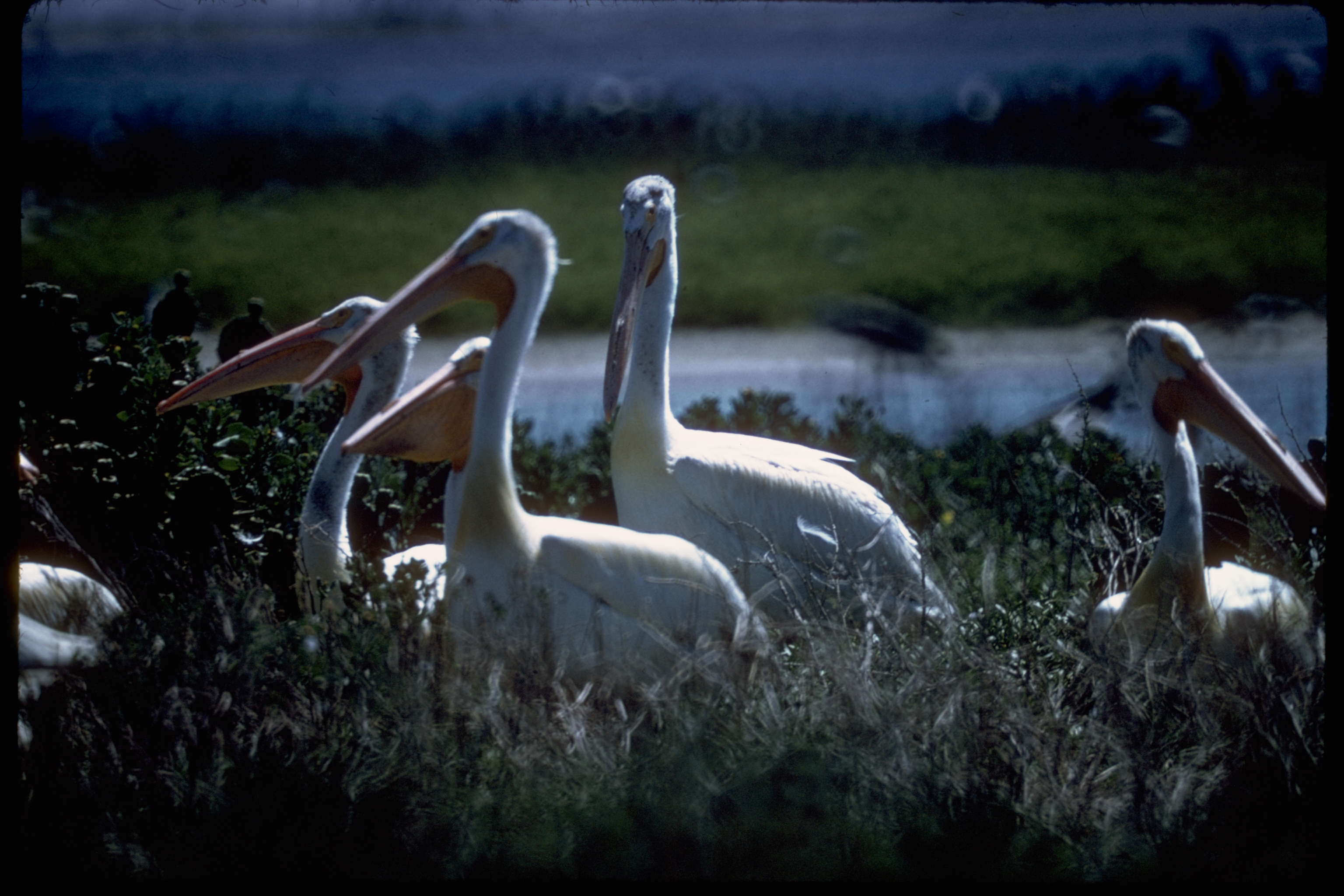
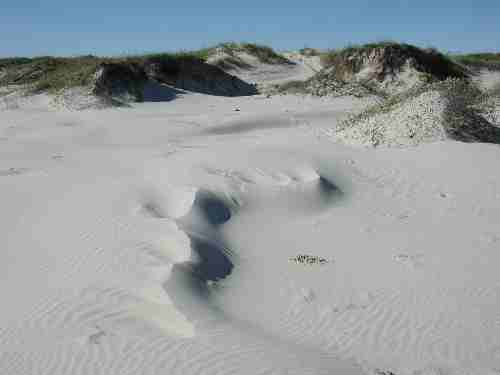

## Tourisme
Le Grasslands Nature Trail est un sentier de randonnée près de l'entrée de l'aire protégée.